# サークル活動
サークル活動（サークルかつどう、英: club activity）とは、いずれも共通の趣味・興味を持つ仲間が個人的に集まった団体での活動のことである。サークル活動を行う団体のことを「サークル」という。
大学内のほか企業内や市民サークルとしての活動もまた多く存在する。大学の学生課外活動は部活動とサークルに大別されている。同好会とも言われる。

## 歴史
第2次世界大戦前は、労働運動や政治運動のなかで組織拡大や大衆掌握の手段とされてきた。特に、マルクス主義の共同勉強会を指す用語だった。
戦後，自立的な学習小集団 (サークル) の学習を目的とした活動として，大衆運動のなかから自然発生的に生れたとも言われるが、小熊英二によれば、1950年代に日本共産党が地下活動に入っていくなかでサークル活動が党の拠点を築く方法となり、また、マルクス主義歴史学者の石母田正による国民的歴史学運動において、労働者や農民とサークルを結成して、組合や村の歴史を書くことが奨励されていった。このほか、谷川雁、上野英信、森崎和江らが九州の筑豊地方においてサークル活動を行なった。
その後、サークルという言葉は一般化された。

## サークルの問題や事件
大学の「部活」は金銭的支援や活動空間などを得ている代わりに当該大学の代表的役割を果たすのに対し、「サークル」は自由度が大きい代わりに活動環境は十分には保証されない。
大学から最低限の条件を満たしたと判断されている「公認サークル」、そうではない「非公認サークル」が存在する。カルト団体や宗教活動、マルチ勧誘の隠れ蓑的に使われることもあるため大学当局から注意喚起されている。
大学の部活と比較すると大学サークルは度々未成年飲酒による死亡事故や性的暴行事件など各種問題が起きている。慶応大学は2015から2016年までで3つのサークル(学生団体)を未成年飲酒事故を起こしたことで無期限活動停止処分した。ただし、2014年10月に慶応大学から無期限活動停止を命じられた学生団体が、一年後の2015年10月には再開許可されている。同志社大学のダンスサークルの合宿で、2016年にアルコールを周囲に促されて一気飲みした同学一年19歳の男子学生が急性アルコール中毒で死亡した。

### インカレサークルと諸問題や事件
「サークル活動」の名目で集めた仲間や他大学サークルと交流し、異性と触れ合うことで性的関係を持つ事を実際の主目的とする、又はメンバーが多くいる性交目的サークルは、「ヤリサー」と呼ばれる。
その中でも高学歴大学の男子学生と学外女子学生で構成されるインカレは特に問題が起きている。「ヤリサー」の最たるモノが早稲田大学、東京大学、慶應義塾大学、明治大学、法政大学、学習院大学、日本大学といった首都圏の名門大学の学生ら計14人が準強姦罪で実刑判決を受けることになる早稲田大学公認イベサーのインカレサークルによる組織的集団レイプが発覚したスーパーフリー事件である。
インカレサークル「TL(トゥルーラブ)」幹部らが、元メンバーの男子大学生の首を東京・西麻布の路上で絞めた強盗行為で、イベサー運営者であるナンバー3の日本大学商学部4年とナンバー4の同大国際関係学部4年を逮捕した。同インカレサーはイベントサークルを装ったマルチ商法構造の「イベント勧誘サークル」であり、入会時に学生証など身分証明書のコピーを取り、契約書にサインさせ、辞めたい際に10万円以上の退会費を請求していた。このマルチサークルは、2014年にナンバー3の商学部生の兄が立ち上げ、約10人の幹部と約150人のメンバーで構成されていた。